# Замок Дансоли
Замок Дансоли (англ. Dunsoghly Castle; ирл. Caisleán Dún Sochlaigh) — один из замков Ирландии, расположенный в графстве Дублин.

## История
Замок Дансоли построен около 1450 года сэром Роулендом Планкеттом — председателем Верховного суда Ряды Короля. Замок в течение более чем 400 лет владела одна семья — Планкетт вплоть до 1870 года. Эта благородная семья постоянно жила в этом замке, несмотря на то, что в эпоху ренессанса требования комфорта в жилищах изменились и средневековый замок не мог удовлетворить эти требования, и этот замок стал неудобным для жизни, и потребность в обороне отпала. Замок представляет собой объемную четырехэтажную башню, имеет угловые башни, возвышающиеся над бруствером. 
Крыша замка Дансоли послужил моделью для реставраций таких замков как Бунратти. Крыша имеет дугообразные основания с четырьмя дубовыми балками, на каждом воротнике балки являются основной столб, поддерживающий прогон траверса ниже гребня. Стропила укладывают плоской, а не по краю, как в современных крышах, покрытие разделено рейками. 
Существует небольшая часовня на юге с надписью «1573» над дверью, иконами Страстей и инициалам Джона Планкетта и его жены Женет Сарсфилд. На западе и юге находятся остатки землеройных обороны валов и рвов времен войны 1670-х годов. 